# Onna gokuakuchō
Pour plus de détails, voir Fiche technique et Distribution.
Onna gokuakuchō (おんな極悪帖) est un film japonais réalisé par Kazuo Ikehiro, sorti en 1970. C'est l'adaptation du roman Kyōfu jidai de Junichirō Tanizaki. Tous les personnages de ce film sont des méchants,.

## Synopsis
Le film représente Ogin, une ancienne geisha et maintenant concubine, essayant de commettre divers actes répréhensibles et de gagner du pouvoir.

## Fiche technique
- Titre original : Onna gokuakuchō (おんな極悪帖?)
- Réalisateur : Kazuo Ikehiro
- Scénariste : Seiji Hoshikawa
- Photographie : Takeo Kajiya
- Société de production : Daiei
- Musique : Takeo Watanabe
- Pays d'origine :  Japon
- Langue originale : japonais
- Genres : jidai-geki ; chanbara
- Durée : 84 minutes
- Date de sortie :
  - Japon : 4 avril 1970

## Distribution
- Michiyo Yasuda : Ogin no kata
- Masakazu Tamura : Isogai Iori
- Shin Kishida : Tayū
- Kei Satō : Shuntō
- Hōsei Kamatsu (ja) : Hosoi Gentaku
- Saburo Date (ja) : Ujiie Samon
- Rinichi Yamamoto (ja) : Akaza matajūrō
- Akiko Koyama (ja) : Umeno
- Kogan Ashiya (ja) : Chinsai